# Robert Flor
Robert Flor (* 24. September 1794 in Hamburg; † 13. Dezember 1879 ebenda) war ein deutscher Kaufmann und Unternehmer, der ab 1851 Präses der Handelskammer Hamburg war.

## Familie
Robert Flor kam aus einer ursprünglich aus dem holsteinischen Wagrien  stammenden, aber seit dem 18. Jahrhundert in Hamburg ansässigen Familie und wurde als Sohn des Friedrich Benedikt Flor (1754–1825) und dessen zweiter Frau Maria Cecilia Ohmann (1770–1801) geboren; er hatte sieben Geschwister.  Am 14. Juli 1830 heiratete er Jeanne Simon (1803–1841), Tochter von Eusébe Simon, einem französischen Kaufmann aus Nantes und der Emelie Catharine Godeffroy. Er wurde so Schwager des Hamburger Diplomaten Carl Godeffroy. Nach dem frühen Tod seiner Frau heiratete er am 29. Mai 1845 in zweiter Ehe die Tochter des preußischen Generalleutnants August Christian Friedrich von Legat (1781–1852), Isolde Johanna Adeline von Legat (1820–1887).

## Leben
Im Februar 1827 leistete Flor den Hamburger Bürgereid und trat im selben Jahr bei B. Crusen in dessen Speditionsgeschäft als Teilhaber ein, das daraufhin die Firma Crusen & Flor erhielt und im Haus Schauenburger Straße 38 saß. 1837 wurde Flor zum Handelsrichter gewählt und hatte dieses Amt vier Jahre inne. Im Oktober 1842 wurde er Bankbürger und gehörte als solcher bis 1847 der Deputation für Maße und Gewichte an. Nach Ausscheiden seines Partners führte er ab Dezember 1844 das Speditionsgeschäft Crusen & Flor als alleiniger Inhaber. Am 8. Mai 1848 wurde er schließlich in die Commerzdeputation gewählt. Er vertrat seitdem die Commerzdeputation in der Maklerordnung, der Deputation für Maße und Gewichte, der Teerhofsdeputation und der Bankdeputation. Flor war darüber hinaus Mitglied der Kommission, die die Anweisungen für die Hamburger Delegierten bei der Elbschifffahrtskonferenz 1851 ausarbeitete.
Vom 1. Januar 1851 bis zum 22. Februar 1851 fungierte er als Präses der Commerzdeputation, musste aber dieses Amt wieder zur Verfügung stellen, als er in die Kämmerei, Hamburgs oberste Finanzverwaltung gewählt wurde. Sein Amt als Präses übernahm für die Dauer seiner Restamtszeit sein Vorgänger Anton Daniel Pehmöller. 1853 wurde er von der Commerzdeputation zum Altadjungierten gewählt und schied aus diesem Amt erst 8. Oktober 1873 mit 79 Jahren aus. Bereits zum 31. Dezember 1855 hatte er sein Handelshaus Crusen & Flor aufgelöst.